# FK Islotj
Futbolnij klub Islotj (hviderussisk: футбольнй клуб Ислaчь, FK Islatj; normalt bare kendt som Islotj) er en hviderussisk fodboldklub fra Minsk kvarter.
Klubben spiller i landets bedste liga, og har hjemmebane på FK Minsk stadion. Klubben blev grundlagt i 2007.

## Historiske slutplaceringer
| Sæson | Niveau | Liga          | Placering | Kilde |
| ----- | ------ | ------------- | --------- | ----- |
| 2013  | 2.     | Persjaja liha | 9.        | [ 1 ] |
| 2014  | 2.     | Persjaja liha | 7.        | [ 2 ] |
| 2015  | 2.     | Persjaja liha | 1.        | [ 3 ] |
| 2016  | 1.     | Premjer-liha  | 7.        | [ 4 ] |
| 2017  | 1.     | Premjer-liha  | 11.       | [ 5 ] |
| 2018  | 1.     | Premjer-liha  | 10.       | [ 6 ] |
| 2019  | 1.     | Premjer-liha  | 5.        | [ 7 ] |
| 2020  | 1.     | Premjer-liha  | 7.        | [ 8 ] |